# Шугля Степан Осипович
Степан Осипович (Йосипович) Шугля (1889, село Краснопілля Мінської губернії, тепер Білорусь — 9 травня 1942, Тайшетський виправно-трудовий табір Іркутської області, Російська Федерація) — український радянський діяч, Член ВУЦВК. Член Центральної Контрольної Комісії КП(б)У в листопаді 1927 — січні 1930 року.

## Біографія
Народився в селянській родині. Освіта неповна середня. Працював столяром.
Член РСДРП(б) з 1917 року.
Перебував на відповідальній радянській роботі. Був директором автогужового тресту, працював в органах робітничо-селянської інспекції. Служив у Червоній армії.
З вересня 1930 року — відповідальний секретар Житомирського міського комітету КП(б)У.
У 1930-ті роки — відповідальний інструктор ЦК КП(б)У; відповідальний секретар Дзержинського районного комітету КП(б)У міста Харкова.
17 серпня 1937 року заарештований органами НКВС. 20 січня 1938 року Військовою колегією Верховного суду СРСР за статтями 58-8 і 58-11 Карного кодексу РРФСР засуджений до 10 років виправно-трудових таборів і 5 років позбавлення в правах. Покарання відбував у таборах Старобільська, Ухти, Магадану і Тайшету. Помер 9 травня 1942 року у Тайшетському виправно-трудовому таборі.
Посмертно реабілітований 12 жовтня 1957 року.